# Coupe du Liechtenstein de football 1970-1971
Navigation
Édition précédente Édition suivante
La coupe du Liechtenstein 1970-1971 de football est la 26e édition de la Coupe nationale de football, la seule compétition nationale du pays en l'absence de championnat.
La finale est disputée à Vaduz, le 21 juin 1971, entre le FC Vaduz et le FC Schaan. 
Le FC Vaduz remporte le trophée en battant le FC Schaan. Il s'agit du 17e titre de l'histoire du club dans la compétition, le sixième consécutif.

## 1ertour
Le FC Balzers et le FC Vaduz sont exemptés de ce tour.
| Équipe 1          | Résultat | Équipe 2   |
| ----------------- | -------- | ---------- |
| USV Eschen/Mauren | 3 - 2    | FC Triesen |
| FC Ruggell        | 1 - 2    | FC Schaan  |

## Demi-finales
| Équipe 1  | Résultat | Équipe 2          |
| --------- | -------- | ----------------- |
| FC Vaduz  | 6 - 2    | FC Balzers        |
| FC Schaan | 3 - 1    | USV Eschen/Mauren |

## Finale
| 21 juin 1971 | FC Vaduz | 4 - 2 | FC Schaan | Vaduz |  |
|              |          |       |           |       |  |